# WeBank
WeBank (en chino, 微众银行) es una entidad privada de crédito o neobanco, fundada por Tencent Holdings, Baiyeyuan, Liye Group y otras empresas. Tencent es el mayor accionista, con un porcentaje estimado del 30% de participación. En 2019 WeBank tenía un valor aproximado de $21 000 millones. Su CEO y presidente ejecutivo es David Ku.

## Historia
Con sede en Shenzhen, China, WeBank fue aprobado por las autoridades reguladoras en diciembre de 2014, y comenzó sus operaciones en 2015. El 4 de enero de 2015, el presidente chino Li Keqiang presionó una tecla en un ordenador del Shenzhen Qianhai WeBank para autorizar el primer crédito del nuevo banco, un préstamo de Rmb 35.000 (US $5600) a un camionero chino.
Repudiando la tradicional práctica de los bancos, WeBank no tiene sucursales físicas o puntos de venta, y rechaza realizar hipotecas con garantías sobre la propiedad. En su lugar, concede préstamos a través de su plataforma informática, ya sea por reconocimiento facial o big data para las calificaciones de crédito. A mediados de mayo de 2015, WeBank lanzó Weidilai, un "micropréstamo" muy competitivo. 
En 2019, WeBank fue sancionado con una multa de 2 millones de yuan (US $281,710) por las autoridades nacionales chinas reguladoras de la banca por violación de derechos e incumplimiento en la gestión de créditos.
En enero de 2019, WeBank informó que está explorando opciones para su expansión por Australia.